# Trofeo Matteotti 1994
Il Trofeo Matteotti 1994, quarantanovesima edizione della corsa, si svolse il 31 luglio 1994 su un percorso di 203 km, con partenza e arrivo a Pescara, in Italia. La vittoria fu appannaggio del danese Rolf Sørensen, che completò il percorso in 5h10'00", alla media di 39,290 km/h, precedendo gli italiani Gianluca Bortolami e Davide Cassani.

## Ordine d'arrivo (Top 10)
| Pos. | Corridore            | Squadra                  | Tempo    |
| ---- | -------------------- | ------------------------ | -------- |
| 1    | Rolf Sørensen        | GB-MG Maglificio-Bianchi | 5h10'00" |
| 2    | Gianluca Bortolami   | Mapei-Clas               | a 0'52"  |
| 3    | Davide Cassani       | GB-MG Maglificio-Bianchi | s.t.     |
| 4    | Francesco Casagrande | Mercatone Uno-Bianchi    | s.t.     |
| 5    | Oscar Pellicioli     | Polti-Vaporetto          | s.t.     |
| 6    | Valerio Tebaldi      | Mapei-Clas               | s.t.     |
| 7    | Alberto Elli         | GB-MG Maglificio-Bianchi | a 2'52"  |
| 8    | Davide Rebellin      | GB-MG Maglificio-Bianchi | s.t.     |
| 9    | Massimo Ghirotto     | ZG Mobili                | s.t.     |
| 10   | Stefano Della Santa  | Mapei-Clas               | s.t.     |